# Aljona Aleksejeva
Aljona Aleksandrovna Aleksejeva (Russisch: Алёна Александровна Алексеева) (Novosibirsk, 6 maart 1989) is een Russische zwemster. 

## Zwemcarrière
Bij haar internationale debuut, op de Europese kampioenschappen zwemmen 2008 in Eindhoven, sleepte Aleksejeva de zilveren medaille in de wacht op de 100 meter schoolslag en de bronzen medaille op de 200 meter schoolslag, op de 50 meter schoolslag strandde ze in de series. Tijdens de wereldkampioenschappen kortebaanzwemmen 2008 in Manchester eindigde de Russin als zevende op de 200 meter schoolslag, op de 100 meter schoolslag werd ze uitgeschakeld in de halve finales en op de 100 meter vlinderslag in de series. Op de Europese kampioenschappen kortebaanzwemmen 2008 in Rijeka veroverde Aleksejeva de Europese titel op de 200 meter schoolslag, op de 100 meter schoolslag strandde ze in de halve finales.
In Boedapest nam de Russin deel aan de Europese kampioenschappen zwemmen 2010, op dit toernooi werd ze uitgeschakeld in de halve finales van de 200 meter schoolslag en in de series van de 100 meter schoolslag.

## Internationale toernooien
| Jaar | Olympische Spelen | WK langebaan  | WK kortebaan | EK langebaan                                                                                                 | EK kortebaan                          |
| ---- | ----------------- | ------------- | --- | --- | ------------------------------------- |
| 2008 | geen deelname     |               | 7e 200m schoolslag 12e 100m schoolslag 32e 100m vlinderslag 5e 4x100m wisselslag Aleksejeva zwom enkel de series | 100m schoolslag · 200m schoolslag · 25e 50m schoolslag · 4x100m wisselslag · Aleksejeva zwom enkel de series | 200m schoolslag · 10e 100m schoolslag |
| 2009 |                   | geen deelname | | | geen deelname                         |
| 2010 |                   |               | geen deelname | 24e 100m schoolslag 9e 200m schoolslag                                                                       | geen deelname                         |

## Persoonlijke records
Bijgewerkt tot en met 12 december 2008

### Kortebaan
| Afstand         | Tijd    | Datum            | Plaats |
| --------------- | ------- | ---------------- | ------ |
| 100m schoolslag | 1.06,96 | 5 december 2008  | Angers |
| 200m schoolslag | 2.19,93 | 12 december 2008 | Rijeka |

### Langebaan
| Afstand         | Tijd    | Datum         | Plaats    |
| --------------- | ------- | ------------- | --------- |
| 100m schoolslag | 1.08,91 | 20 maart 2008 | Eindhoven |
| 200m schoolslag | 2.25,22 | 22 maart 2008 | Eindhoven |